# مكتب الاتصال الإسرائيلي في المغرب
افتتح مكتب الاتصال الإسرائيلي في المغرب يوم الخميس 12 غشت 2021 بعد نحو ستة شهور من إمضاء التطبيع المغربي الإسرائيلي. وفي أكتوبر 2021 ولي داويد جبرين رئاسة مكتب الاتصال وسمي «سفير دولة إسرائيل الرسمي في المغرب». ثم صُرِفَ عنها في شتنبر 2022 على إثر التحقيق في دعاوى فساده وتحرّشه بمغربياتٍ يعملن في مكتب الاتصال الإسرائيلي. وقد استخلف على مهامه نائبَه حسنًا كعبية، حتى ولي مكانَه يوسي بنداويد في أوائل شتنبر 2024.
بعد عملية طوفان الأقصى وبدء العدوان الإسرائيلي على قطاع غزة في أكتوبر 2023، كشفت صحيفة يديعوت أحرونوت يوم الثامن عشر من أكتوبر خبرَ إجلاء وزارة الخارجية الإسرائيلية لموظفيها عن مكتب الاتصال الإسرائيلي في الرباط إلى مُدَّةٍ. وكان المغرب قد شهِد منذ السابع من أكتوبر مظاهرات شعبية مؤيدة للمقاومة الفلسطينية ومنكرِة للاحتلال الإسرائيلي وللتطبيع المغربي الإسرائيلي.